# Емден (Илиноис)
Емден (енгл. Emden) град је у америчкој савезној држави Илиноис.

## Демографија
По попису из 2010. године број становника је 485, што је 30 (-5,8%) становника мање него 2000. године.
| Група             | 2000.       | 2010.       |
| Белци             | 510 (99,0%) | 475 (97,9%) |
| Афроамериканци    | 0 (0,0%)    | 1 (0,2%)    |
| Азијати           | 0 (0,0%)    | 1 (0,2%)    |
| Хиспаноамериканци | 0 (0,0%)    | 6 (1,2%)    |
| Укупно            | 515         | 485         |